# Åke Sundqvist (musiker)
Sven Åke Sundqvist, född och uppväxt i Boden 11 augusti 1953, är en svensk trumslagare.
Efter studier vid Framnäs folkhögskola  började Sundqvist sin karriär med att spela i bandet Kornet med Stefan Nilsson på 1970-talet. Han tog sedan över som percussionist efter Malando Gassama i Abba. Åke Sundqvist är sambo med sångerskan Anna-Lotta Larsson.
Sundqvist var en av "hustrummisarna" under ANC-galan 1985 för de Stockholmsrelaterade banden. Dessutom deltog han på slagverk i återföreningen av "The original Abba-orchestra". Han har under 1980- och 1990-talen även spelat tillsammans med Mats Ronander, Dan Hylander, Py Bäckman, Eva Dahlgren, Low Budget Blues Band, Little Mike & The Sweet Soul Music Band, Raj Montana Band, Tomas Ledin, Björn Afzelius, Anders Glenmark, Jerry Williams, Sanne Salomonsen, Ebba Forsberg, Lis Sørensen, Kim Larsen, Sko og Torp och Roffe Wikström.